# 複式学級
複式学級（ふくしきがっきゅう）とは、2つ以上の学年をひとつにした学級のことである。

## 概略
複式学級というのは、2つ以上の学年（年齢）をひとまとめにした学級（クラス）、学級編制を指す、特に初等教育・中等教育に関して用いられている、日本の学校用語・教育用語である。

オクラホマのone-room school（1895年）

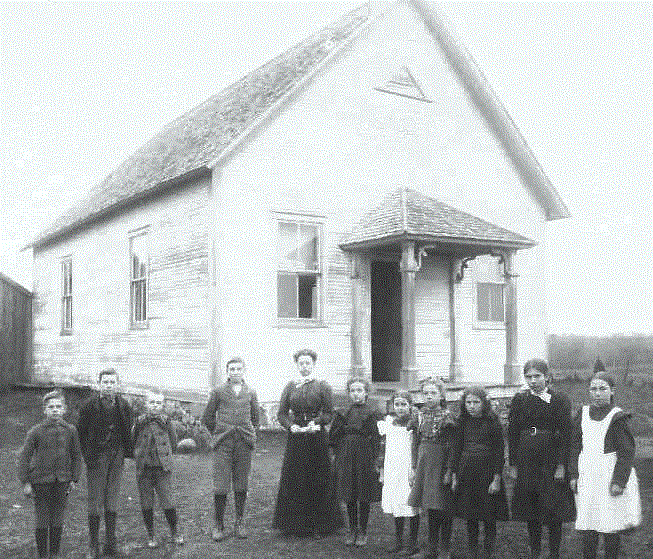
ケベックの田舎、Granbyにあったécole de rang(20世紀初頭)

念のために述べておくと、そもそも、2つ以上の学年が1つの教室で学ぶという形態は、世界各国の田舎や開拓地で多く見られたものである。英語ではone-room schoolという概念があり、米国・カナダ・オーストラリア等々の田舎や開拓地で、学校自体がそもそも一教室しか持たず、そこに全ての学年・年齢の生徒が入り、基本的に1人の教師が（場合によっては補助役の教師なども加えて）教育を行うということが、きわめて一般的に行われていた。フランス語ではécole de rangと言う。日本では歴史を遡ると例えば寺子屋では様々な年齢の子供が、1つの部屋に集い学んでいた。
なお、初等教育では、1人の教師が同時に、そして十分に教えられる（目を配れる）生徒の数にはある種の限界があると考えられており、学校というのは、生徒の数がある程度以上になるとクラスを分割するようになり、さらに生徒の数が大きくなると、一般に、（教師の都合や効率などを考慮して）同一クラスには異なった学年の生徒が混じらないように、別々のクラスに編制するのが一般的である。
結果として近年の日本では複式学級は基本的に、過疎地などで学校規模が小さい場合に限って行われている。
ただし複式学級には、同一学年だけで固まったクラスにはない様々な利点があることが知られている。
教育研究のために複式学級編制がいくつかの国立大学法人附属小学校において行われており、金沢大学附属小学校、茨城大学教育学部附属小学校がその例である。

## 日本

### 学級編制基準の沿革
以下に複式学級を編制する際の学級編制基準(一学級の児童生徒数の上限)について表記する。学級編制基準とは一般的に言う「定員」と同義。以下に上げる数字「以下」が定員である。なお、国の計画は第7次(H13～17)まであるが、複式学級の編制基準には変化がないため、ここでは割愛する。
|                                | 第1次(S34～38年度) | 第2次(S39～43年度) | 第3次(S44～48年度) | 第4次(S49～53年度)    | 第5次(S55～H3年度)    | 第6次(H5～H12年度)   |
| ------------------------------ | ------------------ | ------------------ | ------------------ | --------------------- | --------------------- | -------------------- |
| 2学年の児童で編制する学級      | 35人               | 25人               | 22人               | 20人(1年を含む場合12) | 18人(1年を含む場合10) | 16人(1年を含む場合8) |
| 3学年の児童で編制する学級      | 35人               | 25人               | 15人               | 廃止                  | -                     | -                    |
| 4・5学年の児童で編制する学級   | 30人               | 25人               | 廃止               | -                     | -                     | -                    |
| 全ての学年の児童で編成する学級 | 20人               | 15人               | 廃止               | -                     | -                     | -                    |

|                                | 第1次(S34～38年度) | 第2次(S39～43年度) | 第3次(S44～48年度) | 第4次(S49～53年度) | 第5次(S55～H3年度) | 第6次(H5～H12年度) |
| ------------------------------ | ------------------ | ------------------ | ------------------ | ------------------ | ------------------ | ------------------ |
| 2学年の生徒で編成する学級      | 35人               | 25人               | 15人               | 12人               | 10人               | 8人                |
| 全ての学年の生徒で編成する学級 | 30人               | 25人               | 廃止               | -                  | -                  | -                  |

参考として、東京都の基準も掲載する。S43年度(国の計画で言う第2次)までは独自の基準は無かったが、S44年度(国の計画で言う第3次)以降に独自の基準を設定している。なお、表以降2021年度まで基準に変化はない。
|                                           | S44年度 | S45年度 | S46年度 | S55年度 |
| ----------------------------------------- | ------- | ------- | ------- | ------- |
| 2学年の児童で編制する学級                 | 25人    | 22人    | 10人    | 10人    |
| 3・4・5・すべての学年の児童で編制する学級 | 廃止    | -       | -       | -       |

|                                     | S44年度 |
| ----------------------------------- | ------- |
| 2～すべての学年の生徒で編制する学級 | 廃止    |

### 具体的編制
1年生を含む場合は、2個学年合わせて7人から8人、それ以外だと15人くらいで、複式学級に編制している。なお、多くの都道府県では「公立義務教育諸学校の学校編成及び教職員定数の標準に関する法律」によって1年生を含むときは8人以下とし、それ以外では16人以下という国の基準を採用しているが、長野の例として、2個学年合わせた児童数が9～16人のときにおいては県費負担により講師等教員を派遣し、複式解消を独自に図っている県もある。奥多摩町立日原小学校は閉校直前、隣接する2個学年合わせた児童数が7人であったが、複式編制は行われなかった。

### 存在する地域・場所
北海道、東北、或いは中国、四国、九州でも山間部や離島などの僻地では、こうした学級は少なくない。僻地教育の現場には必ずといって良いほど存在する学級である。
さらに規模が小さくなると、3学年編制の複々式学級というのも存在するが、上述の通り日本国内では既に廃止されている。（なお同様の基準制度を設けている隣国の韓国においては2007年度時点で存在した。）
なお複式学級は近年は前述のような環境のみならず、ドーナツ化現象による都市中央部や造成してから長い年月を経た住宅団地等の学校でも見られる。例えば、政令指定都市である神戸市には2020年（令和2年）現在7校に複式学級がある。神戸市立六甲山小学校のように小規模特認校制度を導入して学区外から児童を集め、複式学級を解消した例もある。

## 利点と欠点
複式学級は、さまざまな長所短所を持ち合わせている。
学習に関しては、異学年が一つの学級なので、教師の授業の進め方によっては、年長者が年少者に教えるようになったり、相互に学び合う姿が見られるようになる。「教えることは、最良の学習法」といわれるが、生徒自身が他の生徒に教えることによって、ただ教師から受身的に教えられているだけでは生まれなかったであろう 確かな知識・知恵が生徒に生まれたり、定着することがある。また担任が一方の学年の指導をしている時に、もう一方の学年は自分たちで学びを進める、といった自主的な学習習慣が身につく（自主性）。グループ学習をやっているような状態が多いので自分たちのペースでの学習ができる。
欠点としては、教師による教育の時間が複数の学年に分散するため、ひとつひとつの学年に関して言えば、十分にきめ細かい指導をする時間が確保しづらい。
人間関係に関しては、子ども集団の規模があまりにも小さいので、喧嘩やいじめが生じにくい。また、中学以降で複式学級ができると、年齢に関係なく友達になれるという点で、年齢差別の激しい日本の、中学以降の学校文化では一種の例外的なオアシスとなる。年齢を問わず相手を尊重する態度を身に付けられることは、複式学級の持つ教育的効果である。これは韓国朝鮮でも同様である。
他方で人間関係での葛藤を経験する機会に恵まれないことや適度な競争意識を持たせることすらできない場合もある。学校によっては兄弟姉妹のみによる構成の場合もある。
その欠点を補うために、インターネットを活用し、都市部の大規模校との接点をもつなど、交流の機会を増やそうとしている学校も少なくない。ある意味では、教育先端校にもなるチャンスをもつ。が、地域によっては高速回線網の未整備や市町村予算等との兼ね合いで生かし切れていないところも多い。
多くの小中学校では年齢主義の強さから、同学年は同年齢というのが常態化している。そのため、複式学級は、日本の公立学校ではほぼ唯一といっていい同学級異年齢の教育実践の場である。ただし、それでも1学年差なので、年齢差は約2歳ほどに留まり、真の異年齢混成教育ではない。

## フィクションにおける複式学級
僻地を舞台にした漫画ではしばしば、「全校生徒が一つの学級」などの描写が見受けられる(例：『ひぐらしのなく頃に』)が、上述の通り、1974年の時点で3学年以上の複式学級は日本国内では廃止されているため、全校生徒が隣接する2個学年の範囲内でない限り、そういう事にはならない。「小中学校を合わせて一つの学級」という描写も見受けられる(例：『のんのんびより』)が、日本では新制中学校発足以来そのような事例は存在しない。